# 华夫脱报
《华夫脱报》（阿拉伯语：‎ ）是埃及吉萨的新华夫脱党（又译“新瓦夫德党”）出版的日报。

## 历史和简介
华夫脱报于1984年推出， 是新华夫脱党的内部机关报，该报被视为反对派报纸， 不過新华夫脱党和該报纸對埃及當局的態度搖擺不定。